# Box-office France 1980
Cet article traite du box-office cinéma de 1980 en France.

## Les films à plus d'un million d'entrées
| Rang | Titre                                          | Pays | Réalisateur                                           | Entrées   |
| ---- | ---------------------------------------------- | ---- | ----------------------------------------------------- | --------- |
| 1.   | La Boum                                        |      | Claude Pinoteau                                       | 4 379 191 |
| 2.   | Star Wars, épisode V : L'Empire contre-attaque |      | Irvin Kershner                                        | 4 053 875 |
| 3.   | Kramer contre Kramer                           |      | Robert Benton                                         | 4 040 075 |
| 4.   | Les Sous-doués                                 |      | Claude Zidi                                           | 3 985 214 |
| 5.   | Inspecteur la Bavure                           |      | Claude Zidi                                           | 3 697 702 |
|      | Les 101 Dalmatiens (rep)                       |      | Clyde Geronimi / Hamilton Luske / Wolfgang Reitherman | 3 500 000 |
| 6.   | Le Dernier Métro                               |      | François Truffaut                                     | 3 398 493 |
| 7.   | La Cage aux folles 2                           |      | Édouard Molinaro                                      | 3 015 237 |
| 8.   | Y a-t-il un pilote dans l'avion ?              |      | David Zucker / Jerry Zucker / Jim Abrahams            | 2 994 255 |
| 9.   | Le Guignolo                                    |      | Georges Lautner                                       | 2 876 165 |
| 10.  | Le Roi et l'Oiseau                             |      | Paul Grimault                                         | 2 707 985 |
| 11.  | Shining                                        |      | Stanley Kubrick                                       | 2 608 402 |
| 12.  | Les Blues Brothers                             |      | John Landis                                           | 2 488 959 |
| 13.  | Le Coup du parapluie                           |      | Gérard Oury                                           | 2 451 629 |
| 14.  | L'Avare                                        |      | Jean Girault / Louis de Funès                         | 2 434 582 |
| 15.  | La Banquière                                   |      | Francis Girod                                         | 2 395 036 |
| 16.  | Trois Hommes à abattre                         |      | Jacques Deray                                         | 2 194 795 |
| 17.  | C'est pas moi, c'est lui                       |      | Pierre Richard                                        | 2 181 439 |
| 18.  | Superman 2                                     |      | Richard Lester                                        | 2 038 739 |
| 19.  | La Femme flic                                  |      | Yves Boisset                                          | 1 808 219 |
| 20.  | Fame                                           |      | Alan Parker                                           | 1 638 432 |
| 21.  | On a volé la cuisse de Jupiter                 |      | Philippe de Broca                                     | 1 598 693 |
| 22.  | Monty Python : La Vie de Brian                 |      | Terry Jones                                           | 1 596 745 |
| 23.  | Tendres Cousines                               |      | David Hamilton                                        | 1 430 208 |
| 24.  | Caligula                                       |      | Tinto Brass                                           | 1 412 630 |
| 25.  | The Rose                                       |      | Mark Rydell                                           | 1 404 288 |
| 26.  | Le Trou noir                                   |      | Gary Nelson                                           | 1 401 484 |
| 27.  | Mon oncle d'Amérique                           |      | Alain Resnais                                         | 1 380 604 |
| 28.  | Un drôle de flic                               |      | Sergio Corbucci                                       | 1 368 580 |
| 29.  | Je vous aime                                   |      | Claude Berri                                          | 1 350 132 |
| 30.  | Pile ou Face                                   |      | Robert Enrico                                         | 1 194 710 |
| 31.  | Amityville : La Maison du diable               |      | Stuart Rosenberg                                      | 1 178 849 |
| 32.  | Je vais craquer                                |      | François Leterrier                                    | 1 053 217 |
| 33.  | Un mauvais fils                                |      | Claude Sautet                                         | 1 051 936 |
| 34.  | Nimitz, retour vers l'enfer                    |      | Don Taylor                                            | 1 026 152 |
| 35.  | La Mort en direct                              |      | Bertrand Tavernier                                    | 1 019 189 |
| 36.  | Elle                                           |      | Blake Edwards                                         | 1 008 622 |

Par pays d'origine des films (Pays producteur principal)
- France : 21 films
- États-Unis : 11 films
- Italie : 2 films
- Royaume-Uni : 2 films
- Total : 36 films

## Box-office par semaine
| #  | Semaine                           | Film no 1                                                                                               | Pays            | Entrées         |
| -- | --------------------------------- | --- | --------------- | --------------- |
| 1  | 1er janvier au 8 janvier 1980     | I… comme Icare                                                                                          |                 | 233 210 entrées |
| 2  | 9 janvier au 15 janvier 1980      | La Femme flic                                                                                           | 209 195 entrées |                 |
| 3  | 16 janvier au 22 janvier 1980     | La Femme flic                                                                                           | 260 682 entrées |                 |
| 4  | 23 janvier au 29 janvier 1980     | C'est pas moi, c'est lui                                                                                | 308 334 entrées |                 |
| 5  | 30 janvier au 5 février 1980      | C'est pas moi, c'est lui                                                                                | 338 990 entrées |                 |
| 6  | 6 février au 12 février 1980      | On a volé la cuisse de Jupiter                                                                          | 261 976 entrées |                 |
| 7  | 13 février au 19 février 1980     | On a volé la cuisse de Jupiter                                                                          | 289 102 entrées |                 |
| 8  | 20 février au 26 février 1980     | On a volé la cuisse de Jupiter                                                                          | 204 957 entrées |                 |
| 9  | 27 février au 4 mars 1980         | Amityville : La Maison du diable                                                                        |                 | 207 067 entrées |
| 10 | 5 mars au 11 mars 1980            | L'Avare                                                                                                 |                 | 577 668 entrées |
| 11 | 12 mars au 18 mars 1980           | L'Avare                                                                                                 | 532 446 entrées |                 |
| 12 | 19 mars au 25 mars 1980           | L'Avare                                                                                                 | 355 637 entrées |                 |
| 13 | 26 mars au 1er avril 1980         | Le Guignolo                                                                                             |                 | 820 230 entrées |
| 14 | 2 avril au 8 avril 1980           | Le Guignolo                                                                                             | 620 258 entrées |                 |
| 15 | 9 avril au 15 avril 1980          | Le Guignolo                                                                                             | 387 112 entrées |                 |
| 16 | 16 avril au 22 avril 1980         | Kramer contre Kramer                                                                                    |                 | 269 572 entrées |
| 17 | 23 avril au 29 avril 1980         | Kramer contre Kramer                                                                                    | 228 525 entrées |                 |
| 18 | 30 avril au 6 mai 1980            | Les Sous-doués                                                                                          |                 | 328 401 entrées |
| 19 | 7 mai au 13 mai 1980              | Les Sous-doués                                                                                          | 269 837 entrées |                 |
| 20 | 14 mai au 20 mai 1980             | Les Sous-doués                                                                                          | 274 002 entrées |                 |
| 21 | 21 mai au 27 mai 1980             | Les Sous-doués                                                                                          | 274 002 entrées |                 |
| 22 | 28 mai au 3 juin 1980             | Les Sous-doués                                                                                          | 205 007 entrées |                 |
| 23 | 4 juin au 10 juin 1980            | Les Sous-doués                                                                                          | 146 461 entrées |                 |
| 24 | 11 juin au 17 juin 1980           | Les Sous-doués                                                                                          | 162 863 entrées |                 |
| 25 | 18 juin au 24 juin 1980           | Les Sous-doués                                                                                          | 169 844 entrées |                 |
| 26 | 25 juin au 1er juillet 1980       | Les Sous-doués                                                                                          | 176 999 entrées |                 |
| 27 | 2 juillet au 8 juillet 1980       | Caligula                                                                                                |                 | 243 548 entrées |
| 28 | 9 juillet au 15 juillet 1980      | Nimitz, retour vers l'enfer                                                                             |                 | 207 046 entrées |
| 29 | 16 juillet au 22 juillet 1980     | Nimitz, retour vers l'enfer                                                                             | 179 571 entrées |                 |
| 30 | 23 juillet au 29 juillet 1980     | Brigade mondaine : Vaudou aux Caraïbes                                                                  |                 | 112 227 entrées |
| 31 | 30 juillet au 5 août 1980         | Caligula                                                                                                |                 | 87 445 entrées  |
| 32 | 6 août au 12 août 1980            | Mais qu'est-ce que j'ai fait au bon Dieu pour avoir une femme qui boit dans les cafés avec les hommes ? |                 | 117 421 entrées |
| 33 | 13 août au 19 août 1980           | Pile ou Face                                                                                            | 191 006 entrées |                 |
| 34 | 20 août au 26 août 1980           | L'Empire contre-attaque                                                                                 |                 | 474 578 entrées |
| 35 | 27 août au 2 septembre 1980       | La Banquière                                                                                            |                 | 438 057 entrées |
| 36 | 3 septembre au 9 septembre 1980   | La Banquière                                                                                            | 377 828 entrées |                 |
| 37 | 10 septembre au 16 septembre 1980 | La Banquière                                                                                            | 309 611 entrées |                 |
| 38 | 17 septembre au 23 septembre 1980 | La Banquière                                                                                            | 224 210 entrées |                 |
| 39 | 24 septembre au 30 septembre 1980 | Le Dernier Métro                                                                                        | 261 927 entrées |                 |
| 40 | 1er octobre au 7 octobre 1980     | Le Dernier Métro                                                                                        | 266 164 entrées |                 |
| 41 | 8 octobre au 14 octobre 1980      | Le Coup du parapluie                                                                                    | 405 347 entrées |                 |
| 42 | 15 octobre au 21 octobre 1980     | Le Trou noir                                                                                            |                 | 472 212 entrées |
| 43 | 22 octobre au 28 octobre 1980     | Le Coup du parapluie                                                                                    |                 | 298 286 entrées |
| 44 | 29 octobre au 4 novembre 1980     | Trois Hommes à abattre                                                                                  | 527 829 entrées |                 |
| 45 | 5 novembre au 11 novembre 1980    | Trois Hommes à abattre                                                                                  | 478 985 entrées |                 |
| 46 | 12 novembre au 18 novembre 1980   | Trois Hommes à abattre                                                                                  | 241 640 entrées |                 |
| 47 | 19 novembre au 25 novembre 1980   | Tendres Cousines                                                                                        |                 | 235 067 entrées |
| 48 | 26 novembre au 2 décembre 1980    | Tendres Cousines                                                                                        | 187 957 entrées |                 |
| 49 | 3 décembre au 9 décembre 1980     | Les 101 Dalmatiens (ressortie)                                                                          |                 | 512 056 entrées |
| 50 | 10 décembre au 16 décembre 1980   | Inspecteur la Bavure                                                                                    |                 | 539 427 entrées |
| 51 | 17 décembre au 23 décembre 1980   | Les 101 Dalmatiens (ressortie)                                                                          |                 | 584 509 entrées |
| 52 | 24 décembre au 31 décembre 1980   | Les 101 Dalmatiens (ressortie)                                                                          | 857 726 entrées |                 |